# 第二次世界大戰期間的希臘
於二次大戰期間，希臘只有規模很少，而且欠缺裝備的軍隊。不過，希臘於大戰中仍對盟軍作出重大貢獻。

## 捲入戰爭
在二次大戰期間，希臘只有規模很少，而且欠缺裝備的軍隊。不過，希臘於大戰中仍對盟軍作出重大貢獻。義大利王國要求義軍佔領希臘。其後，義大利於1940年10月28日從意屬阿爾巴尼亞入侵希臘，希義战争爆發，但希臘軍頑強抵抗並成功驅逐義軍的入侵。是次戰爭也被視為盟軍自法國投降後第一次勝利。
南斯拉夫轉投盟軍，納粹德國為了確保戰略南翼的安全，加上義大利在希臘受困，決定介入巴尔干战区，並發動希臘戰役順便入侵南斯拉夫，軸心國占領南斯拉夫後入侵希臘，在德國、義大利、保加利亞三國攻擊下，4月27日德軍攻入雅典，希臘战败被瓜分。
1941年5月20日，德軍策動克里特島戰役，利用攻擊傘兵的大型攻擊奪取克里特島，以減低盟軍從埃及反攻的威脅，以及支援在非洲作战的德義联軍，雖然最終克里特島被佔領，但德軍行動面臨重大的阻力，推遲對蘇聯的軍事計劃。有人認為納粹德國由於在克里特島戰役中損失大量傘兵，無法在1941年6月22日入侵蘇聯後，德軍兵臨莫斯科時因天氣惡劣被苏軍成功反攻，並認為如果從1941年6月22日提早至5月20日剛入夏天時開始入侵，以德軍的閃電战在冬天前擊敗苏联，歷史可被改寫。

## 軸心國佔領

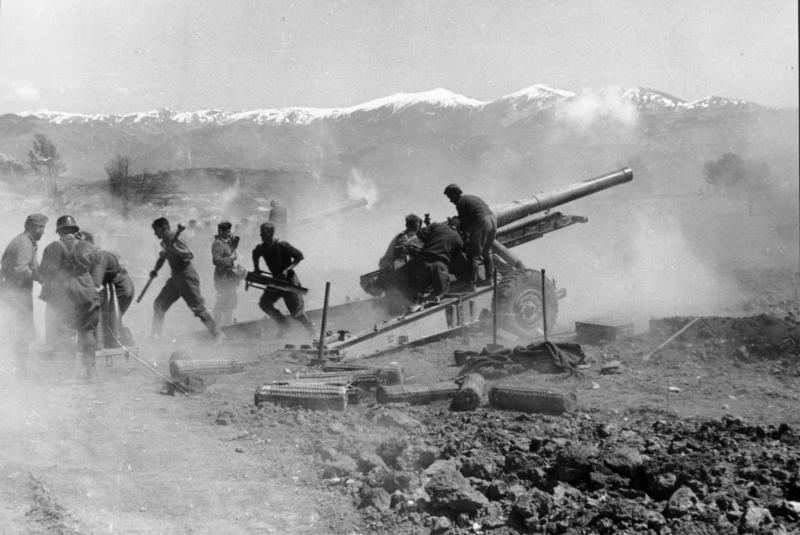
德軍佔領希臘的進攻。

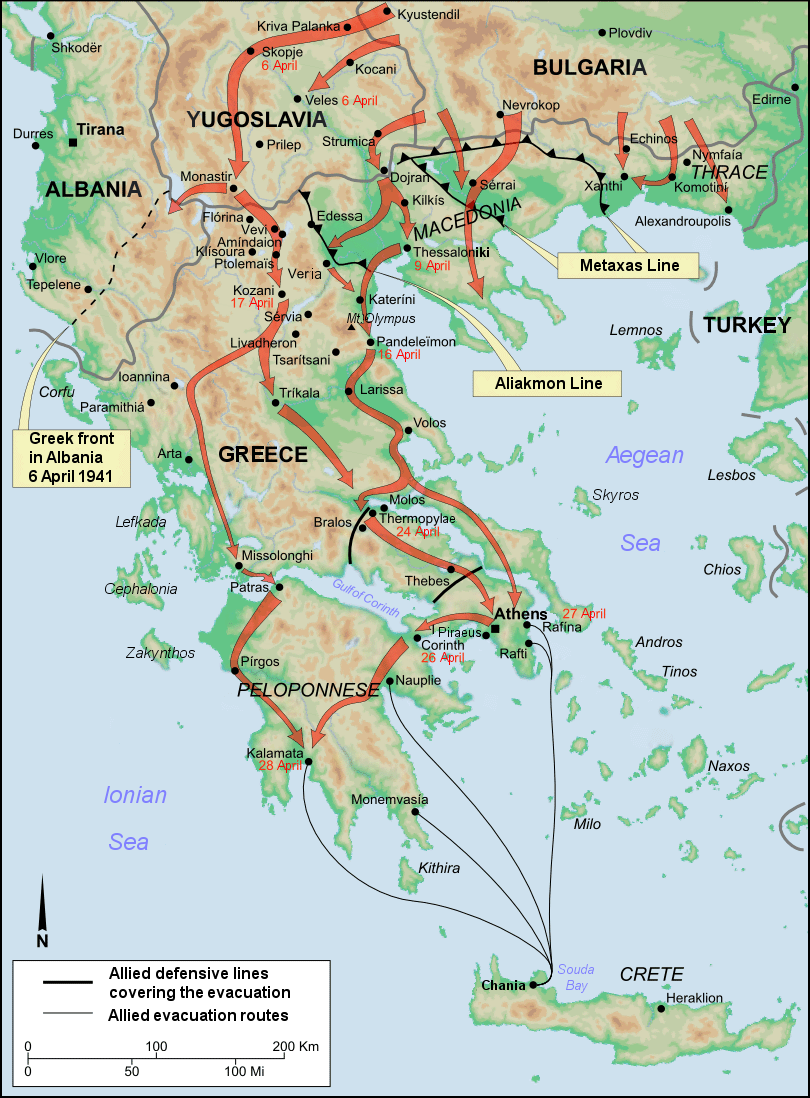
軸心国軍佔領希臘的路線圖。

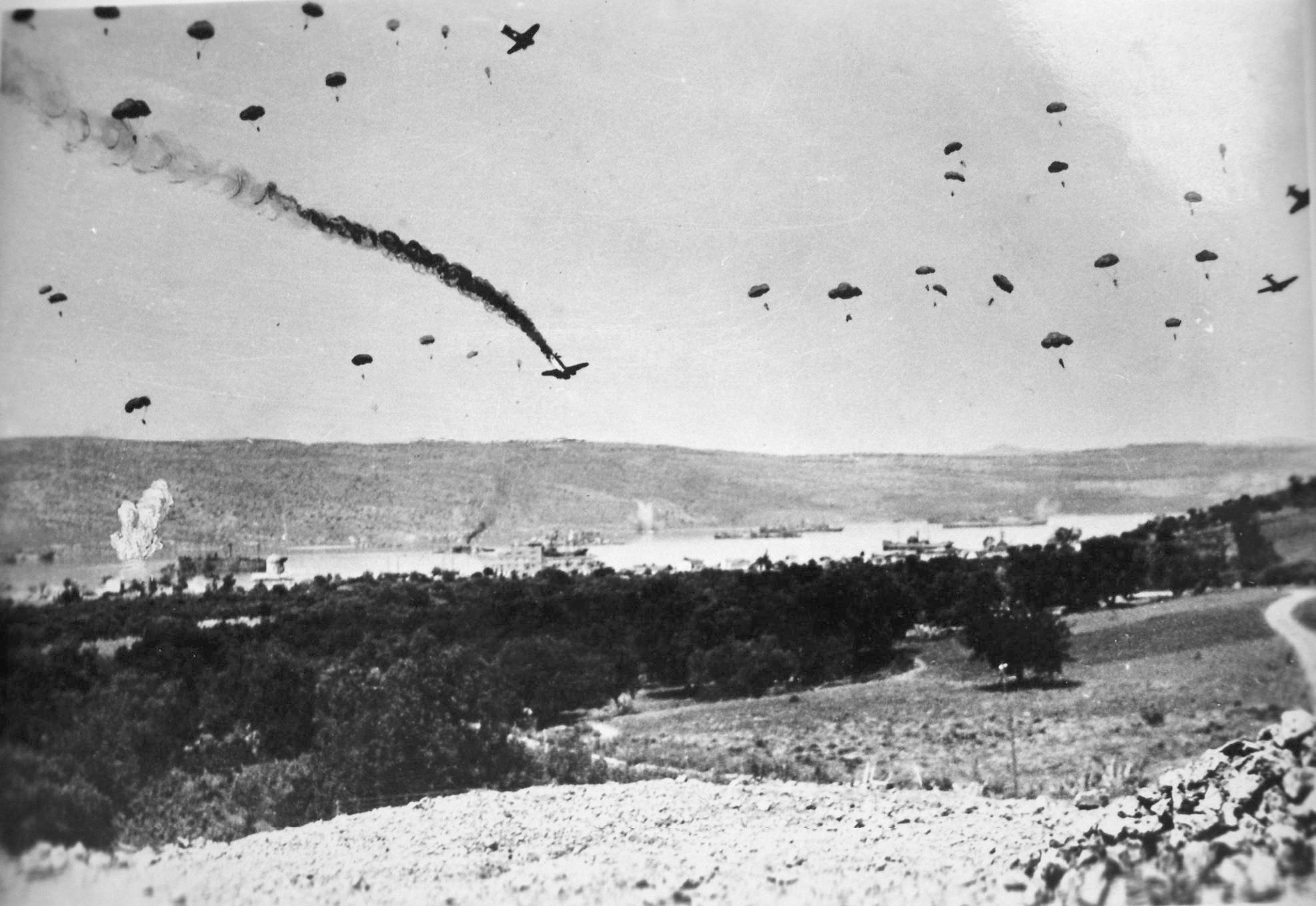
1941年5月，德軍傘兵空降克里特島。

希臘經濟在軸心國佔領期間被摧毀，成千上萬的希臘人因抵抗、被關在集中營或飢餓致死。儘管希臘東正教和基督教徒盡力保護猶太人，佔領者仍殺害了大部分猶太人。

## 解放
當蘇聯軍隊在1944年8月打败德國盟友羅馬尼亞及保加利亞，德國軍隊為避免失去其他部隊的支援，從希臘北部和西北部撤出到南斯拉夫和阿爾巴尼亞，在1944年10月結束佔領希臘。英國軍隊在10月4日登陸帕特雷，10月13日進入雅典。 由於戰時左右翼抵抗武裝摩擦嚴重，解放之後內戰旋即開始。

## 資料來源
1. ↑  Churchill, S.W. . 1953: 285.